# 井上明 (教育工学者)
井上 明（いのうえ あきら、1969年 - ）は，日本の教育工学者・情報システム学者。大阪工業大学ロボティクス＆デザイン工学部学部長。システムデザイン工学科教授。博士（政策科学）。元情報処理学会論文誌編集委員・IS研究会運営委員。元教育システム情報学会関西支部評議員。現在、私立大学キャンパスシステム研究会幹事、UNIVERSAL ROBOTICS CHALLENGE 実行委員を務める。

## 略歴
1992年大阪工業大学工学部経営工学科卒業。2000年同志社大学大学院総合政策科学研究科博士前期課程修了。2002年同大学大学院博士後期課程中途退学。1992年住友金属情報システム株式会社(現キヤノンITソリューションズ)入社。2002年甲南大学情報教育センター講師、2009年同大学マネジメント創造学部准教授。2010年同学部教授、同学部副学部長、同大学教育学習支援センター所長を経て、2017年大阪工業大学ロボティクス＆デザイン工学部システムデザイン工学科教授。2021年同学部学部長。2025年イノベーションデザイン教育研究センター副センター長。
専門は、教育工学、アクティブ・ラーニング、PBL、情報システム学。
アクティブ・ラーニングの学びをベースとした，チェンジメーカー育成手法「ReBaLe(レバレ)」の提唱者。一般社団法人ReBaLe推進協議会代表理事。
主な受賞歴は、情報処理学会情報システム教育コンテスト2008先進教育賞、同コンテスト2018最優秀賞。情報処理学会第68回全国大会優秀賞（2007）